# Logical Channel Numbering
Logical Channel Numbering (engl., abgekürzt LCN, deutsch logische Kanalnummerierung oder logische Kanalsortierung), im englischen Sprachraum auch als Virtual Channel bezeichnet, ist eine Funktionalität von Fernsehgeräten und anderen Geräten, welche digitale Fernsehsignale empfangen können. Endgeräte, die mit dieser Funktionalität ausgerüstet sind, können anhand einer vom Sender übertragenen Kanalnummer diese dem entsprechenden Kanal auf dem Empfangsgerät zuordnen. Dem Benutzer bleibt dadurch die manuelle Zuordnung der empfangenen Sender zu den Kanalnummern des Endgerätes erspart. Ein weiterer Vorteil ist für den Benutzer, dass sich die Kanalnummern am Endgerät nicht ändern, wenn vom Sender zusätzliche Kanäle aufgeschaltet werden.